# Vlastimir av Serbien
Vlastimir av Serbien, död 850, var en serbisk monark. Han var furste av Serbien från 830 till 850.